# VS-50 지뢰

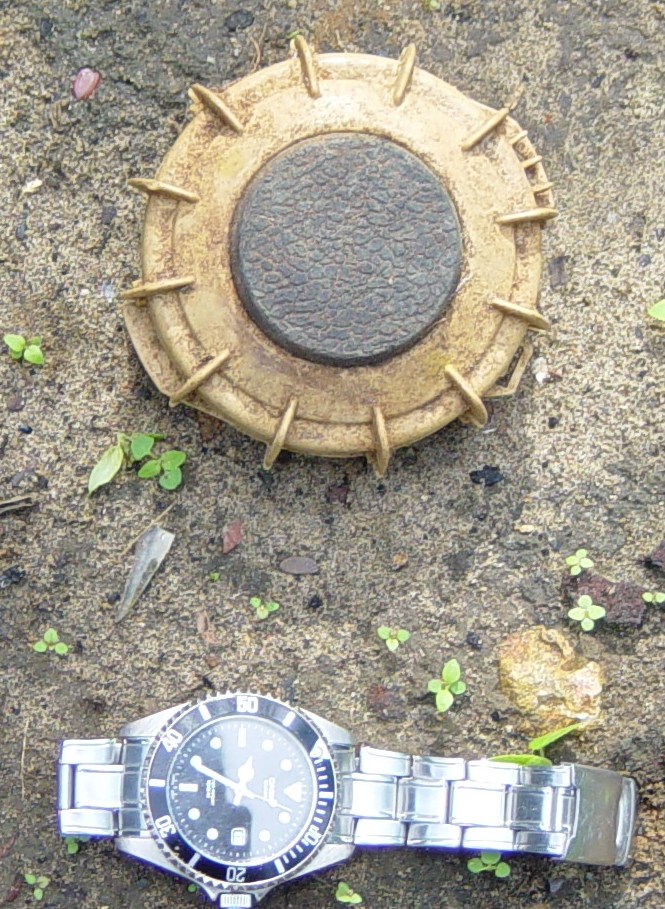
VS-50 지뢰

VS-50 지뢰는 이탈리아 Valsella Meccanotecnica가 개발한 대인지뢰이다. TS-50 지뢰, VS-MK2 지뢰와 동일한 모양이다.

## 사용국가
- 이탈리아
- 이란
- 이집트
- 싱가포르
- 아프가니스탄
- 앙골라
- 에콰도르
- 이라크
- 튀르키예
- 쿠웨이트
- 레바논
- 페루
- 르완다
- 스리랑카
- 서사하라
- 짐바브웨

## 생산국가
- 이탈리아
- 이란
- 이집트
- 싱가포르

## 제원
- 무게: 185 g
- 화약: 43 g, 둔감 RDX (RDX와 파라핀 왁스)
- 직경: 90 mm
- 높이: 45 mm
- 작동압력: 10 kg